# Cass County (Michigan)
Cass County ist ein County im Bundesstaat Michigan der Vereinigten Staaten. Der Verwaltungssitz (County Seat) ist Cassopolis. Das U.S. Census Bureau hat bei der Volkszählung 2020 eine Einwohnerzahl von 51.589 ermittelt.

## Geographie
Das County liegt fast im äußersten Südwesten der Unteren Halbinsel von Michigan, grenzt im Süden an Indiana, ist im Westen etwa 30 km vom Michigansee, einem der 5 großen Seen, entfernt und hat eine Fläche von 1317 Quadratkilometern, wovon 42 Quadratkilometer Wasserfläche sind. Es grenzt im Uhrzeigersinn an folgende Countys: Van Buren County, St. Joseph County und Berrien County.

## Geschichte
Cass County wurde 1829 als Original-County aus freiem Territorium gebildet. Benannt wurde es nach Lewis Cass, einem Gouverneur des Territoriums und späteren US-Kriegsminister. Das County gehört zu den so genannten Cabinet Countys, da es wie einige andere nach einem Mitglied des Kabinetts von US-Präsident Andrew Jackson benannt wurde.
Ab 1840 wuchs der Anteil der schwarzen Bevölkerung rapide. Quäker unterstützen die Bemühungen von Afroamerikanern im County günstiges Land zu finden. Zwischen 1847 und 1849 drangen Landwirte aus Bourbon und den Boone Counties (Kentucky) illegal im Cass County ein, um entflohene Sklaven zu fangen.  Weiße Bewohner hinderten sie gewaltsam an dieser Menschenjagd.
Die weißen Rassisten aus dem Süden scheiterten mit ihren Versuchen, die Schwarzen erneut zu versklaven, drangen jedoch erfolgreich auf die Implementierung des Fugitive Slave Law of 1850.
Cass County wurde für seine Anti-Sklaverei-Haltung bekannt. Quäker aus Pennsylvania gründeten die Siedlung Penn Township, Michigan, die wichtige Station der Underground Railroad wurde.
Acht Bauwerke und Stätten des Countys sind insgesamt im National Register of Historic Places eingetragen (Stand 18. November 2017).

## Demografische Daten

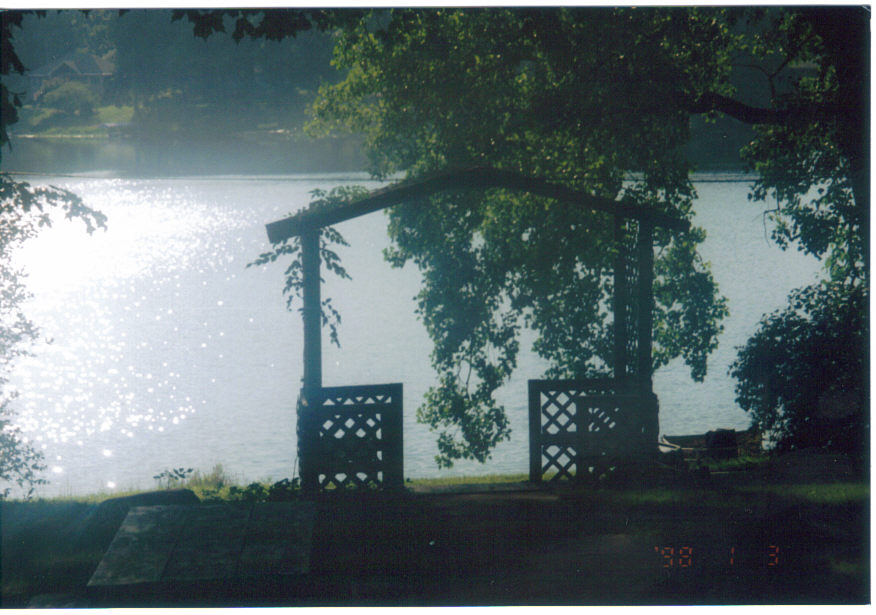
Lake Driskel, nahe Jones

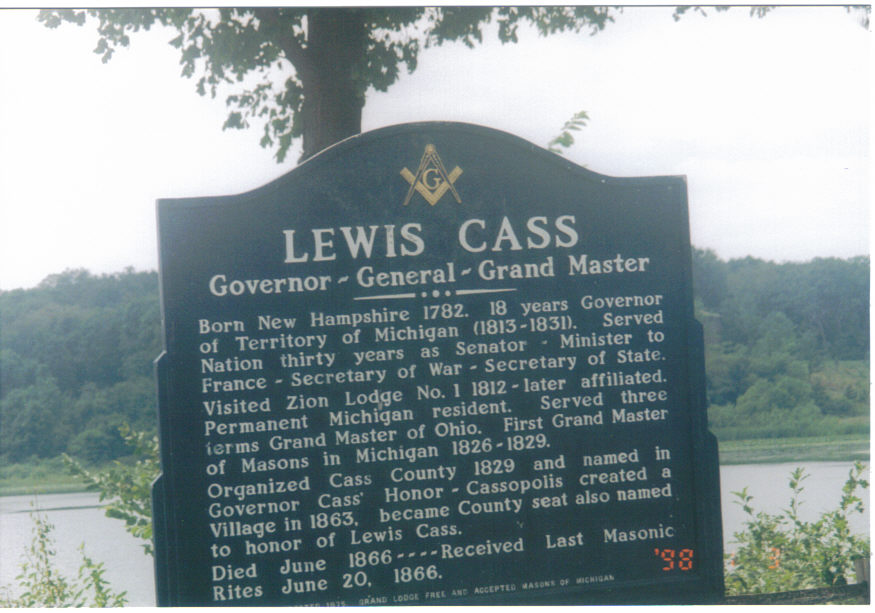
Historische Hinweistafel auf Lewis Cass

Nach der Volkszählung im Jahr 2000 lebten im Cass County 51.104 Menschen in 19.676 Haushalten und 14.304 Familien. Die Bevölkerungsdichte betrug 40 Einwohner pro Quadratkilometer. Ethnisch betrachtet setzte sich die Bevölkerung zusammen aus 89,19 Prozent Weißen, 6,12 Prozent Afroamerikanern, 0,82 Prozent amerikanischen Ureinwohnern, 0,54 Prozent Asiaten, 0,01 Prozent Bewohnern aus dem pazifischen Inselraum und 1,17 Prozent aus anderen ethnischen Gruppen; 2,15 Prozent stammten von zwei oder mehr Ethnien ab. 2,41 Prozent der Bevölkerung waren spanischer oder lateinamerikanischer Abstammung.
Von den 19.676 Haushalten hatten 31,0 Prozent Kinder unter 18 Jahren, die bei ihnen lebten. 58,2 Prozent waren verheiratete, zusammenlebende Paare, 9,9 Prozent waren allein erziehende Mütter und 27,3 Prozent waren keine Familien. 22,6 Prozent waren Singlehaushalte und in 9,4 Prozent lebten Menschen im Alter von 65 Jahren oder darüber. Die Durchschnittshaushaltsgröße betrug 2,56 und die durchschnittliche Familiengröße lag bei 2,98 Personen.
25,5 Prozent der Bevölkerung waren unter 18 Jahre alt. 7,4 Prozent zwischen 18 und 24 Jahre, 27,6 Prozent zwischen 25 und 44 Jahre, 26,0 Prozent zwischen 45 und 64 Jahre und 13,6 Prozent waren 65 Jahre oder älter. Das Durchschnittsalter betrug 38 Jahre. Auf 100 weibliche Personen kamen 99,9 männliche Personen. Auf 100 Frauen im Alter von 18 Jahren und darüber kamen statistisch 97,4 Männer.
Das jährliche Durchschnittseinkommen eines Haushalts betrug 41.264 USD, das Durchschnittseinkommen einer Familie 46.901 USD. Männer hatten ein Durchschnittseinkommen von 35.546 USD, Frauen 24.526 USD. Das Prokopfeinkommen betrug 19.474 USD. 6,8 Prozent der Familien und 9,9 Prozent der Bevölkerung lebten unterhalb der Armutsgrenze.

## Orte im County
- Adamsville
- Allenton
- Brownsville
- Calvin Center
- Cassopolis
- Corey
- Dailey
- Diamond Shores
- Dowagiac
- Eagle Point
- Edwardsburg
- Glenwood
- Indian Lake
- Jones
- Kessington
- La Grange
- Maple Island
- Marcellus
- Nicholsville
- Penn
- Pokagon
- Sandy Beach
- Spring Beach
- Sumnerville
- Union
- Vandalia
- Volinia
- Wakelee
- Williamsville

Townships
- Calvin Township
- Howard Township
- Jefferson Township
- LaGrange Township
- Marcellus Township
- Mason Township
- Milton Township
- Newberg Township
- Ontwa Township
- Penn Township
- Pokagon Township
- Porter Township
- Sherman Township
- Volinia Township
- Wayne Township